# أبهيسيت فيجاجيفا
ابهيسيت فيجاجيفا (بالتايلندية: อภิสิทธิ์ เวชชาชีวะ)‏ كان ابهيسيت قد انتخب ليصبح رئيس الوزراء الـ 27 لتايلاند يوم 15 ديسمبر 2008 خلال جلسة تصويت خاصة بالبرلمان. ولد ابهيسيت في نيوكاسل بإنجلترا، لأسرة من اعيان بانكوك في عام 1964.
وكان والداه أستاذين في الطب. وشغل والده في وقت من الاوقات منصب نائب وزير الصحة العامة.
حصل ابهيسيت على درجة البكالريوس في الفلسفة والسياسة والاقتصاد وحصل بعد ذلك على درجة ماجيستير في الاقتصاد من جامعة اوكسفورد البريطانية. وقام بالتدريس لفترة وجيزة في أكاديمية تشولاتشومكلاو العسكرية الملكية بتايلاند وعمل في وقت من الاوقات محاضرا في كلية الاقتصاد بجامعة تاماسات التايلاندية.
بدأ ابهيسيت عمله السياسي في عام 1992 كعضو برلماني عن الحزب الديمقراطي لدائرة بانكوك الانتخابية. ثم اعيد انتخابه لشغل نفس المقعد في عامي 1995 و1996.
في الانتخابات التي جرت في عامي 2001 و2005، فاز بمقعده في مجلس النواب كعضو برلماني مدرج في قائمة الحزب الديمقراطي. وشغل منصب المتحدث باسم الحزب الديمقراطي، والمتحدث باسم الحكومة، ونائب سكرتير رئيس الوزراء للشؤون السياسية، ورئيس لجنة الشؤون التعليمية بالبرلمان، ووزير شؤون مكتب رئيس الوزراء.
في عام 2005، اختير ابهيسيت زعيما للحزب الديمقراطي ليحل محل بنيات بانتادتان الذي استقال في أعقاب الهزيمة الكبيرة التي منى بها أمام حزب تاى راك تاى الذي يرأسه تاكسين شيناوترا في الانتخابات العامة لعام 2005.
اٍنضم الحزب الديمقراطي إلى حزبين معارضين كبيرين آخرين فيما يتعلق بمقاطعة الانتخابات المبكرة التي جرت في أبريل من عام 2006 ودعت إليها حكومة تاكسين. ولكن الحزب لم يحقق مكاسب سياسية فورية من الانقلاب العسكري الذي حدث يوم 19 سبتمبر عام 2006 واطاح بتاكسين.
ظل الحزب الديمقراطي بمفرده في جانب المعارضة بعد إعادة تجسيد حزب تاى راك تاى المنحل ليصبح حزب سلطة الشعب بقيادة ساماك سوندارافيج الذي فاز في الانتخابات العامة فيما بعد الانقلاب التي جرت يوم 23 ديسمبر عام 2007 وشكل حكومة ائتلافية تضم ستة أحزاب.
في تصويت برلماني جرى في يناير عام 2008، خسر ابهيسيت أمام ساماك في تنافسهما على منصب رئيس الوزراء حيث حصل على 163 صوتا مقابل 310 اصوات لساماك. وبعد أن قضت المحكمة الدستورية بعدم أهلية تولي ساماك لمنصب رئيس الوزراء في مطلع سبتمبر، خسر ابهيسيت في التصويت البرلماني امام سوماتشى وونجسوات خليفة ساماك بنسبة أصوات 163 مقابل 298 وذلك يوم 17 سبتمبر عام 2008.
ينظر إلى ابهيسيت على أنه سياسي من الجيل الجديد، وشاب، وحاصل على تعليم جيد، ويمثل طبقة صفوة الحضر. وبصفته زعيما للحزب الديمقراطي حظي بتأييد الطبقة المتوسطة في الحضر وخاصة تأييد الطبقة المتوسطة في بانكوك وجنوب تايلاند. ويحاول ابهيسيت الفوز بتأييد الطبقات الاشد فقرا. يتعرض ابهيسيت لضغوط لكى يقدم استقالته من جانب الجبهة المتحدة للديمقراطية ضد الديكتاتورية أو «جماعة القمصان الحمراء»، وهي قوة رئيسية مناهضة للحكومة في تايلاند. ويشار عادة بشكل غير رسمي إلى أعضاء الجبهة ومؤيديهم باصحاب «القمصان الحمراء» لأن معروف عنهم ارتداء ملابس حمراء خلال مظاهراتهم المناهضة للحكومة.

## انتخابات 2011
خلال انتخابات البرلمان التايلاندي التي انطلقت يوم الاحد[ ؟ ] 3 يوليو 2011م سقطت الحزب الديموقراطي بقيادة زعيمة ابهيسيت فيجاجيفا محققا 132 من اصل 500 مقعدا وحقق المركز الأول في الانتخابات حزب حزب بويا تاي الحزب المعارض بـ290 مقعدا من أصل 500. واستطاعت زعيمة حزب المعارضة ينغلوك شيناواترا من الفوز بمقعد رئاسة الوزراء التايلاندي بعد أن أعلن زعيم الحزب الديمقراطي ابهيسيت فيجاجيفا بعدم ترشحة للمنصب.

## روابط خارجية
- أبهيسيت فيجاجيفا على موقع الموسوعة البريطانية (الإنجليزية)
- أبهيسيت فيجاجيفا على موقع مونزينجر (الألمانية)